# Société en formation en droit français
 (février 2009).
Les informations dans cet article sont mal organisées, redondantes, ou il existe des sections bien trop longues. Structurez-le ou soumettez des propositions en page de discussion.
Avec le temps, il arrive que le contenu présent dans un article devienne désordonné. Il est souvent nécessaire de réorganiser l'article de fond en comble.
- Il faut tout d’abord répartir le contenu de l'article en plusieurs sections. Les informations doivent ensuite être exposées clairement et le plus synthétiquement possible, regroupées par sujet afin d'éviter les doublons. Quelqu'un cherchant une information précise doit pouvoir la trouver rapidement en lisant la section appropriée.
- À l'intérieur de chaque section, le texte, souvent initialement sous la forme de phrases éparses, doit être regroupé dans des paragraphes de quelques lignes, en assurant un enchaînement logique et une cohérence entre les phrases.
- Lorsque l'article ou l'une de ses sections développe trop longuement un point qui n'est pas dans le cœur du sujet traité, il convient de faire une synthèse et de transférer l'ancien contenu dans des articles plus appropriés (en cas de transfert, il faut impérativement respecter la procédure Aide:Scission).

Si vous pensez que ces points ont été résolus, vous pouvez retirer ce bandeau et améliorer le plan d'un autre article.
En droit français, une société en formation est une société légalement constituée par les associés, et en attente d'immatriculation au registre du commerce et des sociétés.
Les associés doivent accomplir des actes, traduisant leur volonté non équivoque de créer une société. Ex : ils signent les statuts, décident d'ouvrir un compte bancaire au nom de la société, demandent au tribunal de désigner un commissaire aux apports si la société se constitue par des apports en nature.
La loi n'a pas expressément fixé ce point de départ, et il faut donc étudier au cas par cas pour savoir si la société est ou non en formation. Pendant la période de formation, qui peut durer de quelques jours à quelques années, les rapports entre associés sont régis par les PGD applicables aux contrats et obligations (art. 1842 al.2 du code civil français), et par les statuts de la société, s'ils ont déjà été signés. Une modification du pacte social pendant cette période ne pourra avoir lieu que selon la règle de l'unanimité (application du mutuus dissensus et du mutuus consensus du droit commun).
Pour sa part, l'administration fiscale, dans sa doctrine publiée, fixe le point de départ de la période de formation : soit à la date de la nomination d'un commissaire aux apports (en cas d'apport en nature et lorsqu'une telle nomination est requise en considération de la forme de la société), soit à la date du dépôt sur un compte bancaire indisponible des fonds représentant la quotité initialement libérée des apports en capital, correspondant à des apports en numéraire. En vertu de cette doctrine administrative, toute charge exposée avant la date de l'un de ces événements expose donc la société en formation au risque d'un rejet du droit à la déduction fiscale de la charge considérée du résultat du premier exercice social.
Concernant le régime des actes accomplis pendant la formation, la loi prévoit trois modalités de reprise :
- un acte conclu avant la signature des statuts : La reprise sera effectuée automatiquement par l'annexion aux statuts, d'un état de tous les actes accomplis pour le compte de la société, et qui indique pour chacun d'eux l'engagement qui en découle pour la société. Si le formalisme n'est pas scrupuleusement respecté, les statuts, même signés, n'emportent pas la reprise des engagements. L'associé qui a pris l'engagement ou ceux qui l'ont mandaté reste alors seul(s) responsable(s) de son exécution vis-à-vis des tiers.
- un acte conclu entre la signature des statuts et l'immatriculation sera automatiquement repris par la société lors de son immatriculation au registre du commerce et des sociétés, s'il a été pris en vertu d'un mandat précis donné par tous les associés à une personne déterminée, et précisant les actes concernés.
- un acte conclu à tout moment pourra être repris par ratification de l'assemblée générale des associés, lors d'une délibération spéciale de reprise à la majorité des associés.

La reprise a un effet rétroactif : l'engagement résultant de l'acte est considéré comme un acte social dès l'origine: 
Première conséquence: premièrement, Cette rétroactivité permettra de ne relever et de n'enregistrer qu'une seule mutation, et n’occasionnera donc qu'un seul droit de mutation a payer à l'administration fiscale. 
Deuxième conséquence : À partir du moment ou l'entreprise reprend les engagements passés par les associés, ceux-ci sont aussitôt déliés (a titre personnel) de toute obligation à l'égard des tiers cocontractants : la reprise a pour effet de substituer un débiteur à un autre.
Si la société ne reprend pas les actes souscrits à son compte, ou qu'elle les reprend irrégulièrement, la responsabilité englobe seulement les associés qui ont passé l'acte ou qui ont donné mandat de le passer, sans incomber aux personnes qui lui sont restées étrangères, même si elles ont pu acquérir par ailleurs la qualité de fondateur. Leur responsabilité sera indéfinie et solidaire si la société est commerciale par la forme ou par l'objet ; indéfinie et conjointe si la société est civile